# Parawixia guatemalensis
Parawixia guatemalensis là một loài nhện trong họ Araneidae.
Loài này thuộc chi Parawixia. Parawixia guatemalensis được Octavius Pickard-Cambridge miêu tả năm 1889.